# Comparativa de tancs de la Primera Guerra Mundial
Aquesta taula compara les característiques dels tancs usats en la Primera Guerra Mundial. Per a una llista completa, vegeu Llista de vehicles blindats de combat en la 1a Guerra Mundial.
| Imatge                  | Nom                        | País                                  | Any introd. | Prod. total | Tripulació      | Armament Munició                                                                         | Blindatge (davant/costats/damunt) | Pes (Tones) | Motor                                                   | pwr./wt. rati | Velocitat (km/h) | Autonomia |
| ----------------------- | -------------------------- | ------------------------------------- | ----------- | ----------- | --------------- | ---------------------------------------------------------------------------------------- | --------------------------------- | ----------- | ------------------------------------------------------- | ------------- | ---------------- | --------- |
| Mark I                  | Tanc Mark I Mascle         | Regne Unit                            | 1916        | 75          | 8               | 2×57 mm/L40 (6-pounder) [324], 3×MG [6,272]                                              | 12/10/6 mm                        | 28.4 t      | Petrol 105 hp (78 kW)                                   | 3.7 hp/t      | 4.5 km/h         | 37 km     |
|                         | Femella                    | Regne Unit                            | 1916        | 75          | 8               | 5×MG [30,080]                                                                            | 12/10/6 mm                        | 27.4 t      | Petrol 105 hp (78 kW)                                   | 3.7 hp/t      | 4.5 km/h         | 37 km     |
| Mark IV                 | Tanc Mark IV Mascle        | Regne Unit                            | 1917        | 420         | 8               | 2×57 mm/L23 [332], 4×MG [6,272]                                                          | 14/12/8 mm                        | 28.5 t      | 125 hp (93 kW)                                          |               | 5.6 km/h         | 56 km     |
| Mark IV, femella        | Femella                    | Regne Unit                            | 1917        | 595         | 8               | 5–6×MG [10,000]                                                                          | 14/12/8 mm                        | 27 t        | 125 hp (93 kW)                                          |               | 5.6 km/h         | 56 km     |
| Mark V, mascle          | Mark V Mascle              | Regne Unit                            | 1917        | 200         | 8               | 2×57 mm/L23 [207], 4×MG [5,800]                                                          | 14/14/8 mm                        | 29.5 t      | 150 hp (112 kW)                                         | 5.1 hp/t      | 7.5 km/h         | 72 km     |
| Mark V Femella          | Femella                    | Regne Unit                            | 1917        | 200         | 8               | 6×.303 MG [14,100]                                                                       | 14/14/8 mm                        | 28.5 t      | 150 hp (112 kW)                                         | 5.1 hp/t      | 7.5 km/h         | 72 km     |
| Mark V* mascle          | Mark V* Mascle             | Regne Unit                            | 1918        | 200         | 8+24 infanteria | 2×57 mm/L23 [221], 4×MG [8,400]                                                          | 14/12/6 mm                        | 33 t        | 150 hp (112 kW)                                         | 5.1 hp/t      | 4 km/h           | 63 km     |
|                         | Femella                    | Regne Unit                            | 1918        | 432         | 8+24 infanteria | 8×MG [16,800]                                                                            | 14/12/6 mm                        | 32 t        | 150 hp (112 kW)                                         | 5.1 hp/t      | 4 km/h           | 63 km     |
| Medium Mark A (Whippet) | Medium Mark A Whippet      | Regne Unit                            | 1917        | 200         | 3               | 4×.303 MG [5,400]                                                                        | 14/14/5 mm                        | 14 t        | Petrol 2×45 hp (34 kW)                                  | 6.4 hp/t      | 13 km/h          | 64 km     |
| Mark II                 | Tanc Mark II               | Regne Unit                            | 1917        | 50          | 8               | MASCLE: 2×canons de 6-pounder, 8×MG Hotchkiss de 8 mm FEMELLA: 5×metralladores de 7,7 mm | ?                                 | 28.450 kg   | 1 motor de gasolina V6 Daimler de 105 cavalls a 100 rpm | ?             | 6 km/h           | 38 km     |
| Schneider CA1           | Schneider CA1              | França                                | 1916        | 400         | 6               | 75 mm/L13 [94–96], 2× 7.92 mm MG [3,840]                                                 | 11.5/11.5/5.5 mm                  | 13.5 t      | 60 hp (45 kW)                                           |               | 8 km/h           | 48 km     |
|                         | Schneider CA1              | França                                | 1917        | 400         | 6               | 75 mm/L13 [94–96], 2× 7.92 mm MG [3,840]                                                 | 24/17/5.5 mm                      | 14.6 t      | 60 hp (45 kW)                                           | 75 km         | 8 km/h           |           |
| Char St. Chamond        | Char St. Chamond           | França                                | 1916        | 165         | 8               | 75 mm/? [106–108], 4× 7.92 mm MG [7,488]                                                 | 11.5/8.5/5.5 mm                   | 22 t        | 90 hp (67 kW)                                           | 4.1 hp/t      | 12 km/h          | 60 km     |
|                         | Char St. Chamond "M17"     | França                                | 1917        | 235         | 8               | 75 mm/L36 [106–108], 4× 7.92 mm MG [7,488]                                               | 19.5/17/5.5 mm                    | 24 t        | 90 hp (67 kW)                                           | 4.1 hp/t      | 12 km/h          | 60 km     |
| Renault FT M17          | Renault FT M17 mitrailleur | França (versió llicenciada americana) | 1917        | 3,694+(64)* | 2               | 7.92 mm MG [4,800]                                                                       | 16/8/6 mm                         | 6.5 t       | 35 hp (26 kW)                                           | 10.7 hp/t     | 8 km/h           | 35 km     |
|                         | Renault FT M17 canon       | França (versió llicenciada americana) | 1918        | 3,694+(64)* | 2               | 37 mm/L20 [240]                                                                          | 16/8/6 mm                         | 6.7 t       | 35 hp (26 kW)                                           | 10.7 hp/t     | 8 km/h           | 35 km     |
| A7V                     | A7V (Mascle)†              | Imperi alemany                        | 1917        | 20          | 18              | 57 mm/L26 [180], 6×MG [10,000–15,000]                                                    | 30/20/15 ‡                        | 32 t        | 2×100 hp (75 kW)                                        | 6.25 hp/t     | 12 km/h          | 35 km     |
| M1917                   | M1917                      | Estats Units                          | 1918        | 950         | 2               | 1x canó de 37 mm M1916 OR 1 i 1× MG de 7.62 mm M1919                                     | ?                                 | 6.580 kg    | 1×motor V4 Budha HU modificat de 42 cavalls a gasolina  | ?             | 8,85 km/h        | 48 km     |
| Mark C                  | Mark C                     | Regne Unit                            | 1918        | 50          | 4               | 4x MG de 7,7 mm OR 5                                                                     | ?                                 | 20.320 kg   | 1×motor V6 Ricardo de 150 cavalls a gasolina            | ?             | 12,64 km/h       | 120 km    |
| Mark IX                 | Tanc Mark IX               | Regne Unit                            | 1918        | 34          | 4+30            | 2x MG de 7,7 mm OR 2                                                                     | ?                                 | 26.950 kg   | 1×motor V6 Ricardo de 150 cavalls a gasolina            | ?             | 5,63 km/h        | 32 km     |

Notes
* Renault FT (producció: 3.177 a França, com a màxim 517 pels aliats; posteriorment els EUAvan fer 950 M1917s (disseny del FT) però només hi havia 64 abans del final de la guerra.
† També hi ha una versió femella del A7V amb dos metralladores en lloc del canó de 57 mm
‡ El blindatge de l'A7V era d'acer de construcció. La protecció d'acer dolç és aproximadament de 1/2 a 1/3 més efectiu que el blindatge de placa dura.

Es van dissenyar tancs i els seus prototips es van construir durant la guerra, però van entrar en servei després.
| Imatge                    | Nom                       | País           | Any  | Planejat de Prod./Actual total | Tripulació | Armament Munició | Blindatge (davant/costats/damunt) | Pes (tones) | Motor                                             | Velocitat (km/h) | Autonomia |
| ------------------------- | ------------------------- | -------------- | ---- | ------------------------------ | ---------- | --- | --------------------------------- | ----------- | ------------------------------------------------- | ---------------- | --------- |
| FCM Char 2C               | FCM Char 2C               | França         | 1918 | 300+/10                        | 12         | 75 mm, 4× 7.92 mm MG | 45/22/10 mm                       | 70 t        | 2×200/250 hp de Petroli                           | 15 km/h          | 160 km    |
| Mark VIII                 | Mark VIII                 | EUA/Regne Unit | 1918 | 1500/124                       | 11         | 2× 6 pdr's; 7 MG's | 16/?/6 mm                         | 33.6 t      | Petrol 300/340 hp                                 | 11 km/h          | ?         |
| Tanc de Holt gas-elèctric | Tanc de Holt gas-elèctric | Estats Units   | 1918 | 1 (prototip)                   | 6          | 75 mm (principal), 2× 7.92 mm MG (secundari) | ?                                 | 25.400 kg   | 1×90 cavalls a gasolina i 2 motors elèctrics      | 9,65 km/h        | 50 km     |
| K Panzerkampfwagen        | K Panzerkampfwagen        | Imperi alemany | 1918 | 2 (prototips)                  | 22         | 4x 77 mm (principal), 7× 7.92 mm MG (secundari) | ?                                 | 108.862 kg  | 2×motors V6 Daimler-Benz de 650 cavalls           | 7,5 km/h         | 0 km      |
| Little Willie             | Little Willie             | Regne Unit     | 1915 | 1 (prototip)                   | 2+4        | 1x MG de doble tret de 40 mm en torreta i 1× 7.7 mm MG del calibre .303 (proposada), 5× 7.7 mm MG del calibre .303 en diverses posicions (original) | ?                                 | 18.289 kg   | 1×motor V6 Daimler-Benz de 105 cavalls a gasolina | 3,2 km/h         | 0 km      |